# Jean Bouyssonie
Pour les articles homonymes, voir Bouyssonie.
Le chanoine Jean Bouyssonie, né le 31 août 1877 à Brive-la-Gaillarde où il est mort le 13 août 1965, est un prêtre catholique, chanoine et préhistorien français qui s'intéressa aux vestiges des départements du Lot et de la Corrèze.

## Biographie
Jean Bouyssonie est le fils de Jean-Baptiste Bouyssonie (pharmacien) et de Gabrielle Mazeyrac de Beaulieu. Il a deux frères ainés Amédée et Paul.
Il obtient son baccalauréat en lettres et philosophie en 1894 au lycée de Clermont-Ferrand, puis en 1895 son baccalauréat en lettres-mathématiques. En octobre 1895, il est élève au séminaire de philosophie Saint-Sulpice à Issy. Il y fait la connaissance d'Henri Breuil et ils suivent pendant deux années des cours de géologie, paléontologie, archéologie et préhistoire. Ils ont comme professeurs Jean Guibert, auteur d'un traité intitulé Les Origines, questions d'apologétique sur les rapports de la science et de la religion.
En juillet 1897, Jean Bouyssonie accueille son ami Henri Breuil avec lequel, ainsi que son frère aîné Amédée et l'abbé Louis Bardon, il visite les sites préhistoriques autour de Brive : grottes de la vallée de Planchetorte, site de Chez Pourré et de Puy-de-Lacan. En 1898, il est en classe de théologie et Henri Breuil lui apprend à dessiner les silex.
Après son service militaire en 1899, Jean Bouyssonie est ordonné prêtre le 7 juillet 1901 à Beaulieu. À la suite de ses études à l'Institut catholique de Paris et à la Sorbonne, il obtient une licence ès sciences physiques en 1904 et une licence de physique générale à Clermont-Ferrand en 1907. Dès 1904, il est professeur de sciences naturelles et physiques au petit séminaire de Brive avec son frère Amédée chargé des cours de philosophie. Ils resteront fidèles à cet établissement qui sera transféré en 1907 à l'école Bossuet de Cublac à la suite de la loi de séparation des Églises et de l'État de 1905, puis à Brive dans un nouvel établissement inauguré le 17 septembre 1933 à la suite de la baisse des effectifs due à l'isolement de cette école de Cublac.
En 1914, il est mobilisé comme infirmier lors de la Première Guerre mondiale. Il est cité à l'ordre de sa division en 1916 puis reçoit la Croix du combattant 1914-1918. Le 25 juillet 1935, Henri Breuil lui remet la Légion d'honneur, puis il reçoit la même année la Médaille interalliée 1914-1918.  Le 10 septembre 1960, il devient commandeur du Mérite national français.
Il meurt à Brive le 15 août 1965.

## Travaux archéologiques
Acquis aux idées de l'abbé Jean Guibert, son professeur de sciences naturelles au séminaire Saint-Sulpice, Jean Bouyssonie et des prêtres comme l'abbé Breuil contractent la « maladie de la pierre »— c'est ainsi qu'ils qualifient leur passion pour la préhistoire. Ils font partie d'une minorité de religieux comme Pierre Teilhard de Chardin qui scandalisent l'opinion en se détachant d'une lecture littérale de la Bible où l'homme est, depuis sa création, un être parfait à l'image de Dieu. Ils sont convaincus que la défense de la foi catholique est compatible avec l'indépendance de la science et la théorie de l'évolution,.
Pendant 50 ans, Jean Bouyssonie prospecte, fouille, forme des jeunes à l'archéologie et publie les découvertes réalisées avec son frère Amédée et l'abbé Louis Bardon. En 1900, ils étudient les gisements situés aux alentours de Brive-la-Gaillarde.
Le 3 août 1908, Paul Bouyssonie extrait une calotte crânienne à La Chapelle-aux-Saints. Les trois frères dégagent alors l'ensemble du squelette d'un homme de Néandertal : La Chapelle-aux-Saints 1, surnommé « le vieillard ».
Le 19 septembre 1940, Maurice Thaon apprend par les hôteliers du Soleil d’Or de Montignac la découverte de la grotte de Lascaux. Il prévient Jean Bouyssonie et l'abbé Breuil, alors dans la région. Le 20, Maurice Thaon leur apporte les premiers croquis et le 21, Maurice et Jean accompagnent l’abbé Breuil pour sa première visite à Lascaux. Le 1er octobre 1940, Jean Bouyssonie annonce la découverte dans La Croix. En 1942 et 1947, il est sollicité pour superviser les fouilles, avant les travaux d'aménagement pour l'ouverture au public, mais ce projet n'aboutit pas et Lascaux ne sera fouillée que plus tard par d'autres.

### Postérité et hommage
Jean Bouyssonie a donné l’intégralité de ses collections préhistoriques au musée Labenche de Brive.
Son nom a été donné au musée de l'homme de Néandertal de La Chapelle-aux-Saints.

## Membre de sociétés savantes
Jean Bouyssonie fut membre de plusieurs sociétés savantes :
- Association française pour l'avancement des sciences
- Société archéologique et historique du Limousin
- Société des Amis du Muséum national d'histoire naturelle et du Jardin des plantes
- Société française d'archéologie
- Société préhistorique française
- Société scientifique, historique et archéologique de la Corrèze : membre de 1909 à 1929[5] et président[9]
- Société historique et archéologique du Périgord[11]

## Décorations
- Commandeur de l'ordre national du Mérite (1960)
- Officier de la Légion d'honneur (1961)
- Médaille interalliée de la Victoire 14-18
- Croix du combattant 14-18

## Ouvrages, articles
- [Bourlon, Bouyssonie & Bouyssonie 1912] Maurice Bourlon, Jean Bouyssonie et Amédée Bouyssonie, « Grattoirs carénés, rabots et grattoirs nucléiformes. Essai de classification des grattoirs », Revue Anthropologique,‎ décembre 1912, p. 473-486 (lire en ligne [sur gallica])
- [Capitan, Peyrony & Bouyssonie 1913] Louis Capitan, Denis Peyrony et Jean Bouyssonie, « L'art des cavernes. Les dernières découvertes faites en Dordogne », Comptes rendus des séances de l'Académie des Inscriptions et Belles-Lettres, vol. 57, no 2,‎ 1913, p. 124-131 (lire en ligne [sur persee])
- [Bouyssonie & Capitan 1924] Jean Bouyssonie et Louis Capitan, « Un atelier d'art préhistorique - Limeuil : son gisement à gravures sur pierres de l'âge du renne », Publications de l'Institut international d'anthropologie, Paris, éd. Nourry, no 1,‎ 1924, p. 1-103 (ISSN 2025-7198)
- [Bouyssonie 1927] Jean Bouyssonie, « Autour du Tardenoisien en Limousin », Bulletin de la Société préhistorique française, vol. 24, nos 1-2,‎ 1927, p. 62-67 (lire en ligne [sur persee])
- [Bouyssonie 1944] Jean Bouyssonie, « La Grotte Dufour près de Brive (Corrèze) », Bulletin de la Société préhistorique française, vol. 41, nos 10-12,‎ 1944, p. 186-192 (lire en ligne [sur persee])
- [Bouyssonie 1944] Jean Bouyssonie, « La préhistoire en Corrèze », Bulletin de la Société scientifique; historique et archéologique de la Corrèze, t. 66,‎ 1944, p. 5-23 (présentation en ligne)
- [Bouyssonie 1944] Jean Bouyssonie, « Limousin », Gallia, no 2,‎ 1944, p. 225-229 (lire en ligne [sur persee])
- [Bouyssonie 1946] Jean Bouyssonie, « Une belle lame de silex », Bulletin de la Société préhistorique française, vol. 43, nos 9-12,‎ 1946, p. 308-312 (lire en ligne [sur persee])
- [Bouyssonie 1946] Jean Bouyssonie, « Choses vues à Puy-de-Lacan, commune de Malemort (Corrèze) », Bulletin de la Société préhistorique française, vol. 43, nos 3-4,‎ 1946, p. 115-120 (lire en ligne [sur persee])
- [Cheynier & Bouyssonie 1946] André Cheynier et Jean Bouyssonie, « Bibliographie de la Question des Flèches à tranchant transversal », Bulletin de la Société préhistorique française, vol. 43, nos 7-8,‎ 1946, p. 204-207 (lire en ligne [sur persee])
- [Bouyssonie & Delsol 1948] Jean Bouyssonie et Henri Delsol, « Une station néolithique en Hanovre », Bulletin de la Société préhistorique française A, vol. 45, nos 6-8,‎ 1948, p. 266-268 (lire en ligne [sur persee])
- [Bouyssonie 1954] Jean Bouyssonie, « L'Aurignacien », Bulletin de la Société préhistorique française, vol. 51, no 8 « Les grandes civilisations préhistoriques de la France. Livre Jubilaire de la Société Préhistorique Française 1904 - 1954 »,‎ 1954, p. 49-53 (lire en ligne [sur persee])
- [Bouyssonie 1957] Jean Bouyssonie, « Le Saint-Sépulcre de Reygades : Corrèze », Bulletin de la Société Scientifique, Historique et Archéologique de la Corrèze, Brive,‎ 1957, p. 1-34
- [Bouyssonie & Pérol 1958] Jean Bouyssonie et J. Pérol, « Instruments perforés du Cantal », Revue de la Haute-Auvergne, t. 36,‎ 1958, p. 58-60 (lire en ligne [sur gallica])
- [Bouyssonie, Andrieu & Dubois 1960] Jean Bouyssonie, P. Andrieu et L. Dubois, « Grotte de la Renardière, vallée de Planchetorte, commune de Brive (Corrèze) », Bulletin de la Société préhistorique française, vol. 57, nos 9-10,‎ 1960, p. 621-626 (lire en ligne [sur persee])
- [Roussot 1966] Alain Roussot, « Une lettre de l'abbé Breuil [à Jean Bouyssonie, datée 10 septembre 1901] sur la découverte [le 8 septembre 1901] de la grotte des Combarelles aux Eyzies », Bulletin de la Société historique et archéologique du Périgord, t. 93,‎ 1966, p. 199-202 (lire en ligne [PDF] sur docs.shap.fr)